# Raul de Souza
Raul de Souza, geboren als João José Pereira de Souza (Rio de Janeiro, 23 augustus 1934 – Parijs, 13 juni 2021), was een Braziliaanse jazztrombonist en orkestleider. Met het nummer Sweet Lucy, dat op zijn gelijknamige album uitkwam, had de Souza eind jaren 1970 een wereldwijd succes.

## Biografie

### Jeugd in Brazilië
Raul de Souza groeide op in de middenklasse in Rio de Janeiro. Als kind speelde hij tamboerijn in een Presbyteriaanse kerk, waar zijn vader dominee was. Later probeerde hij trompet, tuba, fluit en tenorsax te spelen. Uiteindelijk koos de tiener voor de trombone. In 1950 werkte hij als wever bij het textielgezelschap Fábrica Bangú en speelde hij tuba in het fabrieksorkest. Tijdens zijn militaire dienst bij een infanterieregiment van de luchtmacht ontmoette hij de drummer Edison Machado (1934-1990). Na zijn ontslag nam De Souza deel aan radioconcoursen en ontmoette hij virtuozen en componisten als Pixinguinha (1897–1973), Waldir Azevedo (1923–1980) en Altamiro Carrilho (* 1924). Hij is professioneel muzikant sinds ongeveer 1954. Hij speelde o.a. voor Carrilho's all-star band À Turma da Gafieira en in de kapellen van tenorsaxofonist Zé Bodega (1923-2003) en gitarist Baden Powell de Aquino (1937-2000). Later vervoegde hij zich bij de Braziliaanse luchtmachtband in Curitiba in de zuidelijke staat Paraná. Daar ontmoette hij Airto Moreira (* 1941), met wie hij een levenslange vriendschap had en die vervolgens als bolerozanger in lokale nachtclubs optrad.

### Bossanova-muzikant uit de jaren 1960
Na vijf jaar in Curibita woonde de Souza kort in São Paulo en keerde daarna terug naar zijn geboorteplaats Rio de Janeiro. Zijn vriend Airto Moreira, nu percussionist, was in 1965 getrouwd met zangeres Flora Purim (* 1942), dochter van een Russische violiste en een Braziliaanse pianist. Beiden introduceerden Raul de Souza halverwege de jaren 1960 in het dominante muziekcircuit van Brazilië. Het Purim/Moreira-stel behoorde tot een jongere generatie Braziliaanse jazzmuzikanten, die in de jaren 1950 de bossanova onder invloed van cooljazz verder ontwikkelden tot agressievere samba-jazz (of sambop).
De Souza werd lid van het Hard Bossa Ensemble Sexteto Bossa Rio, dat de pianist Sérgio Mendes had geformeerd. In 1963 was de Souza te horen op het succesvolle Bossa Rio-album Você ainda problem ouviu nada naast de trombonisten Edson Maciel en Hector Costita. Na een Europese tournee met Mendes in 1964 stapte De Souza over op de jazzcombo Os Catedráticos van Eumir Deodato. Al in oktober 1964 was hij betrokken bij Deodato's langlopende plaat Tremendão en in datzelfde jaar ondersteunde hij Flora Purim, voor wiens debuutalbum Flora e' MPM de drummer Dom Um Romão (1924-2005) een bigband samenstelde. In het voorjaar van 1965 werkte hij ook als studiomuzikant voor het eerste album van Quarteto em Cy, een vocaal kwartet van vier zussen uit El Salvador, en speelde hij voor de formatie O Trio 3D van pianist Antonio Adolfo op Convida.
In januari 1965 bracht de Souza zijn eerste album À Vontade Mesmo uit. Het Sambalanço Trio, dat de pianist César Camargo Mariano het jaar ervoor had geformeerd met Airto Moreira op drums en Humberto Cláiber op contrabas in São Paulo, stelde zich ter beschikking aan de trombonist. In de herfst van 1965 reisde de Souza naar Parijs en speelde daar o.a. met Kenny Clarke (1914-1985) in de jazzclubs Blue Note en L’Éléphant Blanc. Bij zijn terugkeer speelde hij voor de band RC7 van de zanger Roberto Carlos, formeerde in 1968 zijn eigen combo Impacto 8, die hij na de lp International Hot ontbond en verhuisde in 1969 naar Mexico. Hij woonde in Acapulco, toen Flora Purim en Airto Moreira hem in augustus 1973 vroegen om naar Los Angeles te komen. Hij voegde zich bij haar band, het openingsact op een tournee van The Crusaders. Vervolgens ging hij naar Boston om te studeren aan het Berklee College of Music.

### Sideman en bandleider in de jaren 1970
In 1974 volgde hij Flora Purim naar Los Angeles om te spelen op haar Milestone Records-album Stories To Tell. Oprichter Orrin Keepnews van het Milestone-label was zo ingenomen met de instrumentale introductie van de koperblazer, dat hij Moreira in oktober 1974 toestond het album Colors voor Raul de Souza te produceren. Moreira wist een vooraanstaand muziekensemble samen te stellen: naast de altsaxofonist Cannonball Adderley (1928–1975), de trompettist Snooky Young (1919–2011) en Oscar Brashear, de saxofonist Sahib Shihab (1925–1989) en Jerome Richardson (1920-2000), trombonist en arrangeur J.J. Johnson (1924-2001), werkten onder meer de drummer Jack DeJohnette en de bassist Richard Davis mee. Sommige critici beschouwen Colors als Raul de Souza's grootste muzikale prestatie.
Hij werd een begeerde sideman. In 1975 werd de Souza geëngageerd door vibrafonist Cal Tjader (1925–1982) voor Amazonas (Fantasy), saxofonist Azar Lawrence voor Summer Soltice (Prestige) en Sonny Rollins (* 1930) voor Nucleus (Milestone)) en in 1976 door de Latin Jazz Fusion band Caldera rond Steve Tavaglione (saxofoon), Carlos Vega (drums) en Jorge Strunz (gitaar) voor hun gelijknamige debuutwerk. In ruil voor de beslissende carrièrekick steunde De Souza Airto Moreira in zijn coproductie met Herbie Hancock, Identity (Arista Records, 1975), bij Promises Of The Sun (Arista Records, 1976) met de componist, gitarist en zanger Milton Nascimento en I'm Fine, How are You? (Warner Bros. Records, 1977) met bassist Jaco Pastorius (1951–1987) en gitarist Oscar Castro-Neves (1940–2013). Na anderhalf jaar in de gevangenis te hebben gezeten voor drugsbezit, hielp Flora Purim hem met de producties Encounter (Milestone, 1977), Nothing Will Be As It Was ... Tomorrow (Milestone, 1977), Everyday, Everynight (Warner, 1978) en Carry On (Warner, 1978).
In 1977 tekende de Souza een contract bij Capitol Records, waarvoor hij de twee pop jazz/funk albums Sweet Lucy (1977) en Don 't Ask My Neighbours (1978) uitbracht, geproduceerd door George Duke. De discogerichte plaat Til Tomorrow Comes, geproduceerd door Arthur Wright in 1979, mislukte echter.

### Studiomuzikant in de jaren 1980
Tijdens de jaren 1980 ging het artistiek bergafwaarts. Raul de Souza woonde in São Paulo, trad slechts af en toe op en maakte onbeduidende opnamen. Producties met de Duitse gitarist Alex Merck (1956–2012) en de gitaristen Gilberto Gil en Toninho Horta onderscheiden zich van zijn sporadisch studiowerk. Begin jaren 1990 werkte hij o.a. met de zangeressen Maria Bethânia, Lisa Ono, Salena Jones, Leny Andrade, de zangers Taiguara en Nelson Ângelo evenals de componist João Donato. Antônio Carlos Jobim contracteerde hem in 1994 voor zijn album Antônio Brasileiro (Globo Columbia), dat in 1996 een Grammy Award kreeg voor de beste latin jazz-uitvoering.

### Comeback sinds eind jaren 1990
Sinds eind jaren 1990 is Raul de Souza ook actiever geworden met een hernieuwde interesse in Latijns-Amerikaanse muziek in Europa en de Verenigde Staten. Hij bracht verschillende cd's uit. In 2004 vormde hij het kwintet Raul de Souza & Claire Michael Group met de Franse saxofoniste Claire Michael, de pianist Jean-Michel Vallet, de bassist Patrick Chartrol en de drummer Thierry Le Gall. In 2005 bracht de groep het electro jazz album eLiXiR uit. Met deze band, maar ook met oude vrienden en jonge jazzmuzikanten, is Raul de Souza nog steeds te horen in Parijse clubs en op jazzevenementen in Frankrijk en in zijn Braziliaanse thuisland, zoals op het Amazonas Jazz Festival in het Teatro Amazonas in Manaus in juli 2007. In de zomer van 2008 gaf hij concerten op het Fêtes de Genève en op het INNtoene Jazz Festival in Passau ter gelegenheid van het 50-jarig jubileum van de bossanova. In Genève trad hij op met het Braziliaanse Raul de Souza Quintet, met Jefferson Sabag (piano), Mario Conde (gitaar), Glauco Sölter (bas) en Endrigo Bettega (percussie) en in Passau met de Amerikaanse formatie Raul de Souza Quartet, dat hij samen met gitarist Mike Keneally, bassist Bryan Beller en drummer Marco Minnemann vormde.

### De "Souzabone"
In 1975 liet Raul de Souza in Los Angeles de instrumentenbouwer Dominique Calicio een vierkleppen-trombone bouwen met een toonbereik dat zich uitstrekte tot het basbereik en een elektrische pick-up volgens zijn eigen plannen. Hij noemde zijn uitvinding "Souzabone", een kofferwoord uit Souza en trombone (Engelse trombone). De Amerikaanse pianist en producer George Duke omschreef het klankkarakter van het eigenzinnige koperinstrument als een mix tussen een tenortrombone en een hoorn.
Hij overleed op 86-jarige leeftijd in Parijs.

## Discografie
- 1965: À Vontade Mesmo (RCA Brazil)
- 1968: International Hot (whatmusic)
- 1974: Colors (Milestone)
- 1977: Sweet Lucy (Capitol)
- 1978: Don't Ask My Neighbors (Capitol)
- 1979: Til Tomorrow Comes (Capitol)
- 1986: Via Volta (Top Tape)
- 1996: 20 Preferidas: Raul de Souza (RGE)
- 1998: Rio (Mix House/Eldorado) samen met Conrad Herwig
- 2000: No Palco! Raul de Souza (Inter CD Records)
- 2003: Splendid Night (Media 7/Next Music)
- 2005: eLiXiR (Tratore)
- 2006: Jazzmin (Biscoito Fino)
- 2008: Soul & Creation (Phantom Sound & Vision)
- 2008: Bossa Eterna (Biscoito Fino) ter gelegenheid van het 50e jubileum van de bossanova
- 2016: Brazilian Samba Jazz (Encore Merci)
- 2018: Blue Voyage (Selo Sesc)

- Bibliothèque nationale de France: cb14228995d (data)
- Gemeinsame Normdatei: 13452621X
- International Standard Name Identifier: 0000 0000 5518 7934
- Library of Congress Control Number: n92098753
- MusicBrainz: 2b4e7db9-f9f8-4b6e-be16-55f1641edd6b
- Nationale Bibliotheek van Israël: 987007347406905171
- Virtual International Authority File: 60745320
- WorldCat: E39PBJgCGBxrMcHGP7pFPcR7pP